# Пожежі в Ізраїлі (2016)

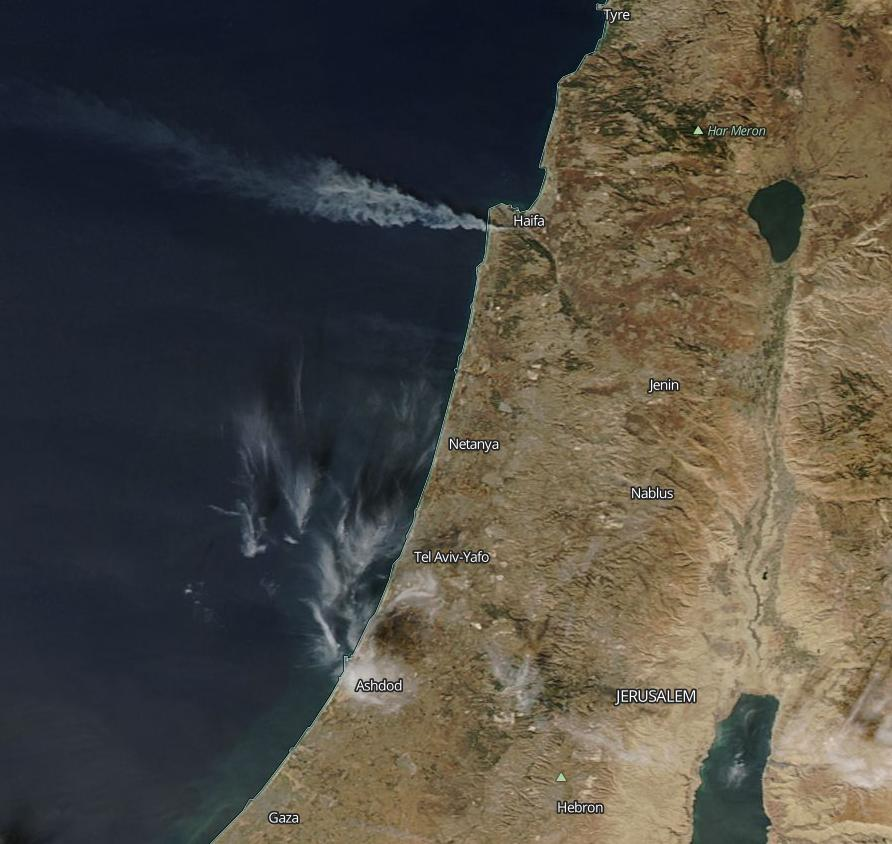
Пожежі в Ізраїлі (листопад, 2016)

Пожежі в Ізраїлі у листопаді 2016 року — масштабні лісові пожежі в декількох регіонах Ізраїлю, що почались з 22 листопада.
Влада не виключає, що причиною загорянь стали навмисні підпали. Міністр внутрішніх справ Гілад Ердан, заявив, що «це вже досить очевидно, що деякі з пожеж є результатом навмисного підпалу», Прем'єр-міністр Біньямін Нетаньяху заявив, що підпали будуть розглядатися як терор, за підозрою у підпалах та підбурюванні до них на 25 листопада заарештували 12 осіб.

## Перебіг подій

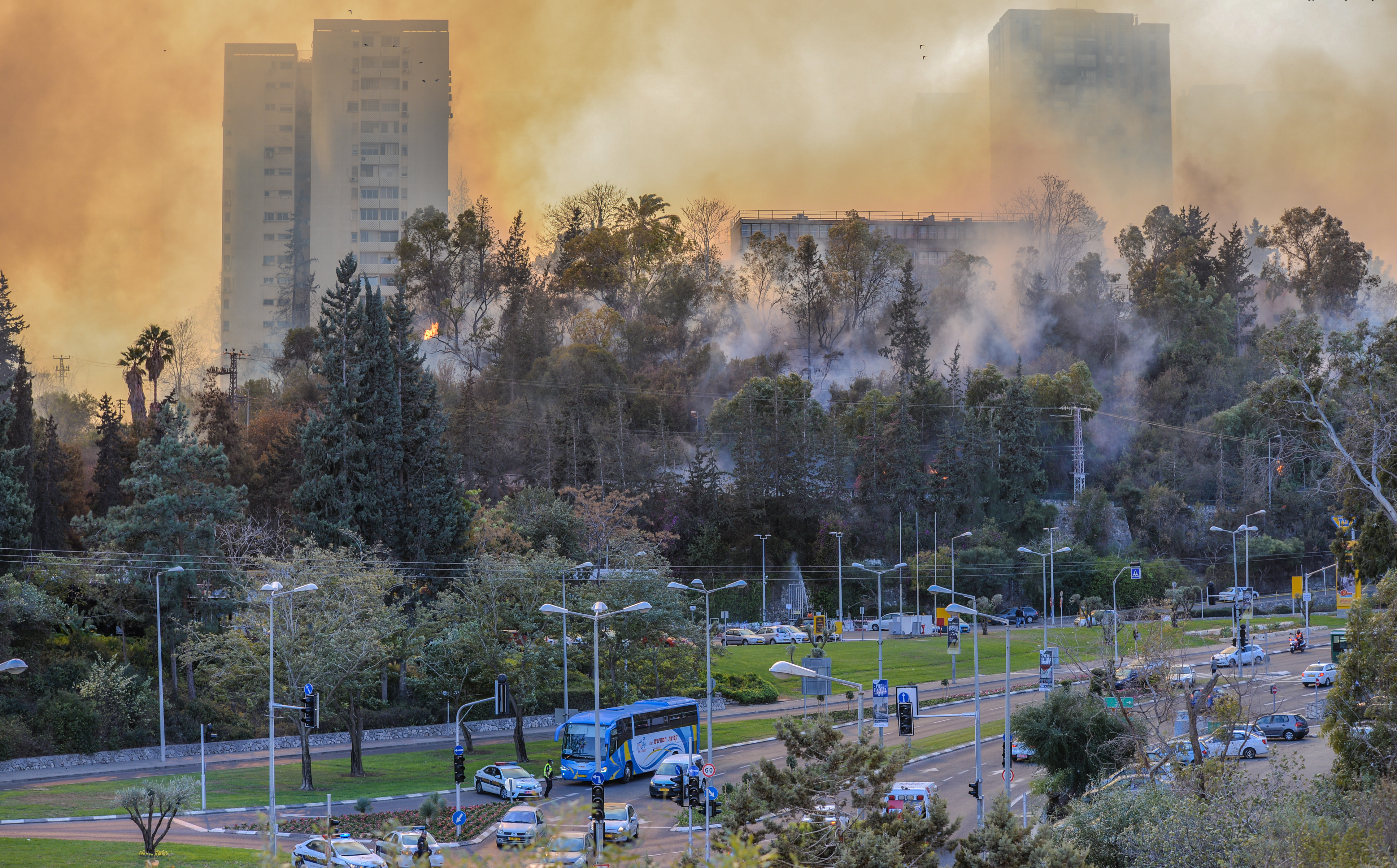
Велика пожежа в Хайфі, 24 листопада 2016

У ряді населених пунктів і міст оголошена евакуація жителів. Вранці 24 листопада вогонь наблизився до житлових кварталів Хайфи, звідки було евакуйовані біля 60 тисяч чоловік, університет Хайфи і Техніон (Ізраїльський технологічний інститут). Через сильний вітер та швидке поширення полум'я на вимогу рятувальників на ряді напрямків перервано залізничне сполучення.

## Міжнародна допомога
Україна вранці 25 листопада доправила в Ізраїль два пожежних літаки Ан-32 ДСНС України для гасіння пожежі навколо Хайфи. Допомогу також надали Греція, Кіпр, Росія, США.